# Achtung, Banditen!
Achtung, Banditen! (wł. Achtung! Banditi!) – włoski dramat filmowy z 1951 roku w reżyserii Carlo Lizzaniego. W filmie zagrali m.in. Gina Lollobrigida i Andrea Checchi. Zdjęcia kręcono w Genui.

## Obsada
- Gina Lollobrigida – Anna
- Andrea Checchi – inżynier
- Lamberto Maggiorani – Marco
- Giuseppe Taffarel – dowódca Vento
- Vittorio Duse – Domenico
- Giuliano Montaldo – Lorenzo
- Franco Bologna – Gatto
- Pietro Tordi – dyplomata
- Maria Luisa Rocca – kochanka dyplomaty
- Ferdinando Costa – niemiecki oficer
- Bruno Berellini – blondyn
- Pietro Ferro – partyzant
- Lucia Feltrin – kurier
- Giuseppe Mantero – Pietro
- Domenico Grassi – niemiecki żołnierz